# Ratae Corieltauvorum
Ratae Corieltauvorum var en stad i provinsen Britannia i romerska riket, som idag motsvaras av Leicester.